# Киевский энергетический институт
Киевский энергетический институт  был основан в 1930 году на базе электротехнического факультета Политехнического института.

## История
На базе отдельных факультетов и специальностей Политехнического института в 1923-33 организовывались институты в Киеве и других городах УССР. Среди них были также:
- инженерно-строительный
- технологический лёгкой промышленности
- технологический пищевой промышленности
- авиационный
- сельскохозяйственный
- Днепропетровский институт инженеров железнодорожного транспорта
- Одесский институт инженеров морского флота и др.

В 1934 году энергетический, машиностроительный и химико-технологический институты слились в Киевский индустриальный институт, который в 1941-44 находился в эвакуации в Ташкенте, а по возвращении возобновил деятельность как Политехнический институт.
Находился в помещении нынешнего Киевского политехнического института.

## Известные выпускники
- Сергейчук, Константин Яковлевич народный комиссар связи СССР, министр связи СССР.